# Pieve Ligure
Pieve Ligure (A Ceive in ligure, A Céie nella variante locale) è un comune italiano di 2 387 abitanti della città metropolitana di Genova in Liguria. È posto al confine est del comune di Bogliasco e a ovest di Sori; a sud è bagnato dal mar Ligure, mentre il territorio a nord è disabitato, lasciando spazio alle cime della catena montuosa costiera.
Il paese è strutturato su strade e antiche crêuze che si estendono lungo le pendici del Monte Santa Croce (518 m s.l.m.), con alberi di ulivo, pino marittimo e mimosa a comporre buona parte della flora del territorio.
L'antica denominazione del comune era "Pieve di Sori" (A Céie de Söi in genovese) in quanto a Pieve esisteva da tempo immemore la Chiesa Plebana che aveva anticamente giurisdizione anche sul territorio della vicina Sori, con cui però Pieve non è mai stato unito amministrativamente. Pieve è suddivisa, in modo non ufficiale, in Pieve Bassa e Pieve Alta.
Gli abitanti di Pieve Ligure vengono comunemente chiamati pievesi (ceiotti nella forma genovese locale).

## Geografia fisica

### Territorio
(Pio Roba, stralcio della poesia "Maggio a Pieve Alta")

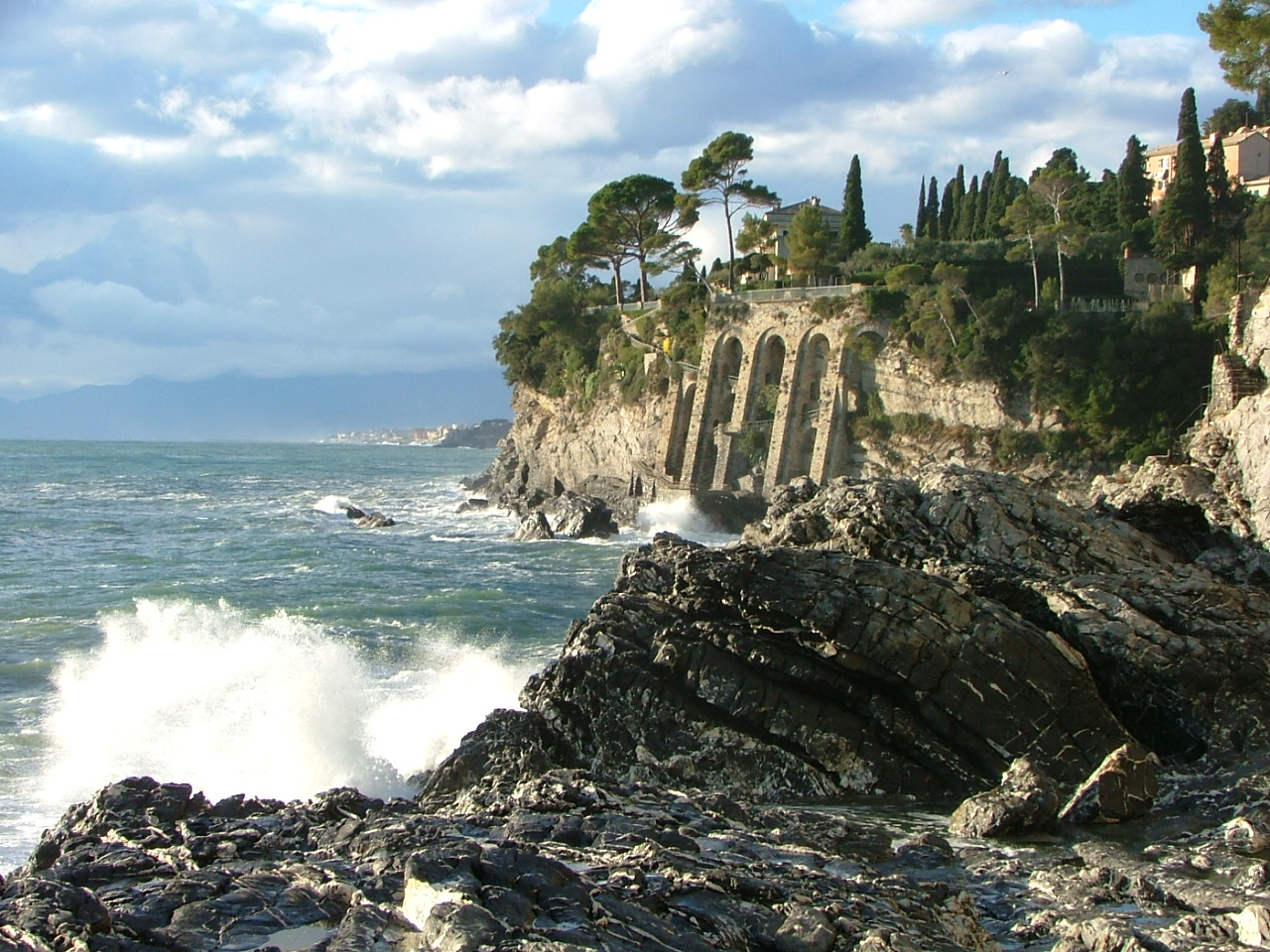
Veduta della scogliera pievese dallo scalo Torre

Pieve Ligure è un comune situato nella Riviera di Levante del Golfo Paradiso, a picco sul mar Ligure, poggiato sulle pendici dell'Appennino e distante circa diciotto chilometri dal centro del capoluogo ligure Genova. Il territorio è stato diviso (anche se non ufficialmente) in Pieve Bassa e Pieve Alta, per fare distinzione tra la parte rivierasca del paese e quella collinare.
Il territorio comunale (un tempo più esteso) è abitato per meno di un terzo, in quanto la parte alta delle pendici del Monte Santa Croce, su cui il paese poggia, e quella che si trova al di là del monte sono praticamente disabitate. Il paese è ricco di ulivi ed è stato subito integrato con numerose fasce, tutt'oggi in gran parte coltivate.
Nella maggior parte di esse sono state costruite un discreto numero di case, specialmente in quelle che erano abbandonate o incolte. Nel marzo 2002 però, un decreto rilasciato dal comune locale ha vietato la possibilità di costruire nuove abitazioni, salvo particolari permessi, per salvaguardare il paesaggio.
Il territorio pievese è effettivamente a picco sul mare in quanto, in uno spazio relativamente breve, si passa dal livello zero della costa per arrivare alla vetta del monte Santa Croce che è 518 metri sul livello del mare. Lungo la costa l'elemento dominante è la scogliera sulla quale, in età passata, sono stati costruiti molti approdi dai pescatori del luogo: i più importanti sono gli scali Torre, Demola, Chiappa e Fontanino.

### Clima
- Classificazione climatica: zona D, 1933 GG.[12]

Grazie al suo clima mite, Pieve Ligure è una delle mete turistiche più apprezzate del Golfo Paradiso, non solo durante l'estate ma anche il resto dell'anno. Caratteristica del borgo ligure è la fioritura anticipata delle piante, soprattutto della mimosa, simbolo del comune.
Il clima favorevole è spiegato da diversi fattori: innanzitutto Pieve è l'unico paese del Golfo Paradiso non attraversato da un corso d'acqua di considerevoli dimensioni, il che favorisce la pulizia e la limpidezza del mare. In secondo luogo è l'unica cittadina della zona a non sorgere in una valle e quindi, protetta dal rilievo su cui poggia, a non subire gli effetti del freddo vento di tramontana proveniente da nord che soffia verso il mare.

## Origini del nome
Pieve di Sori, il nome originario del Comune, derivava certamente dall'unione dei due termini "pieve" e "sori". La parola Pieve si riferiva agli edifici religiosi che venivano edificati su vecchie ville nei primi Comuni, le cosiddette pievi, dal nome latino plebs, plebe, che stava ad indicare la comunità dei battezzati. Nei primi tempi del Cristianesimo si utilizzava infatti la parola di derivazione greca "Ecclesia" per indicare l’adunanza di popolo, mentre "plebs" raffigurava il vero e proprio tempio verso cui il popolo conveniva per il proprio culto religioso.
L'altra parola, Sori, sembrerebbe derivare dal vocabolario greco "soros" (significante "avello"), e si riconduceva facilmente al comune limitrofo di Sori, che in antichità aveva annesso l'attuale territorio pievese. Da valutare però un ulteriore possibile collegamento con la famiglia nobile milanese dei Sauli, che potrebbe aver dato nome al primo borgo pievese già in epoca romana, oppure invece averne ricevuto titolazione di merito.
Il toponimo attuale del Comune riprende invece la più antica nomenclatura Pieve unendola alla parola Ligure, per indicare l'appartenenza del paese alla regione Liguria.

## Storia

### Le origini
Pieve di Sori, il comune che in antichità comprendeva l'attuale territorio di Pieve Ligure, è di origini antichissime: secondo alcuni studi la sua fondazione risale ai tempi dell'Antica Roma, quando il paese fu edificato come piccolo villaggio. Tale rimase fino in epoca cristiana, quando vi fu edificata una pieve che creò nuove attrattive per il villaggio.
La sua fondazione storica verrebbe fatta quindi risalire alla prima metà dell'VIII secolo, tra il 712 e il 749 d.C. È certa comunque la sua esistenza prima dell'anno 1000.
Il primo documento ufficiale riguardante il comune è datato 1143, quando ancora il paese aveva le dimensioni di un piccolo borgo, ed è un decreto col quale l'arcivescovo di Genova Siro stabilisce le regole opportune per l'attribuzione e la distribuzione della decima delle olive tra la chiesa battesimale di San Michele e le altre strutture religiose.
Documenti più recenti di pochi secoli descrivono il paese già possessore di confini estesi, i quali comprendevano numerose frazioni che erano sorte per la necessità da parte delle popolazioni costiere di difendersi dagli attacchi provenienti dai pirati del mare.
Il territorio si sviluppò intorno all'antica pieve di San Michele. Nel 1162 Federico Barbarossa riconobbe Pieve Ligure sotto la giurisdizione di Genova.
Nel XII secolo Pieve era diventata quindi un dominio della fiorente Repubblica di Genova, la quale però le permise dopo pochi anni di aggregarsi al potente capitaneato di Recco.
Nell'antichità nel territorio di Pieve Ligure vi erano tre ospedali: il primo, dedicato a san Giacomo e del quale rimangono pochi resti, si trovava nella località Pozzoli, il secondo presso la chiesa di Santa Croce, mentre il terzo si presume fosse la chiesa stessa.

### Le occupazioni straniere

Lo scalo Demola nel 1923

Il paese ha avuto una storia appartata e tranquilla fino al XVI secolo, ovvero fino a quando subì l'attacco marittimo di predoni giunti dalla Turchia (che in precedenza avevano attaccato anche Recco) che nel 1584 la misero a ferro e fuoco, depredandola. Una volta che i briganti si furono allontanati, Pieve fu in pochi anni ricostruita e resa meno vulnerabile dagli attacchi nemici con la costruzione di protezioni, tra le quali l'ancora presente castello Cirla.
Un primo censimento della popolazione, avvenuto intorno all'anno 1600, quantificò gli abitanti del comune pievese intorno alle mille unità. Un secondo censimento, datato 1750, indicò in 1800 gli abitanti del comune di Pieve di Sori, comprendendo nel numero i 230 dell'allora frazione di Teriasca.
Intanto Pieve era rimasta in una posizione isolata e pacifica fino al 1754, data in cui il paese fu occupato dalle truppe austriache, che lo portarono al centro di numerose battaglie combattute nei primi anni del 1800 sulle montagne sovrastanti, tra gli invasori e l'esercito di Napoleone.
Nel 1797 con la nuova dominazione francese di Napoleone Bonaparte rientrò dal 2 dicembre nel dipartimento del Golfo del Tigullio, con capoluogo Rapallo, all'interno della Repubblica Ligure annessa al Primo Impero francese. Dal 28 aprile del 1798 con i nuovi ordinamenti francesi, Pieve venne inserito nel III cantone della giurisdizione della Frutta, con Sori come capoluogo, e dal 1803 centro principale del VI cantone della Frutta nella giurisdizione del Centro. Dal 13 giugno 1805 al 1814 venne inserito nel dipartimento di Genova.
A seguito della caduta dell'imperatore Napoleone I il congresso di Vienna del 1814-1815, invocato nel tentativo di ristabilire l'equilibro tra le nazioni dopo la dominazione napoleonica, decise la soppressione della repubblica democratica ligure e l'immediata annessione della Liguria nel Regno di Sardegna dal 1815. Sempre nel 1815 Pieve Ligure fu unita alla confinante Sori, resosi da poco indipendente da Recco, denominandosi "Pieve di Sori". In questo periodo il comune vide una piccola rinascita, che portò una modesta crescita demografica e un modesto aumento di ricchezze, favorito anche dalla costruzione, tra il 1816 e il 1818, dell'attuale via Aurelia. Nel 1860 gli abitanti superavano di alcune centinaia i duemila.
A partire dal 1861 fu parte integrante del neo costituito Regno d'Italia. Dal 1859 al 1926 il territorio fu compreso nel VI mandamento di Recco del circondario di Genova dell'allora provincia di Genova.
Un articolo redatto su Il Cittadino in data 27 settembre 1897 e scritto da Augusto Cervetto affermava riguardo Pieve di Sori:
(Augusto Cervetto)
Fino ai primi decenni del XX secolo, Pieve è rimasto comunque un paese povero e isolato dagli altri comuni. La popolazione maschile lavorava, oltre che nelle terre come contadini o per mare come marinai, di umili mestieri, quali i calzolai, i mercanti d'olio, gli insegnanti e gli artigiani. Le donne pievesi erano quasi tutte tessitrici o levatrici. Ogni famiglia era composta da un elevato numero di figli, i quali venivano fin dalla più giovane età inviati a lavorare nei campi; si può pensare perciò a Pieve come un paese in continuo aumento demografico ma, essendo la mortalità infantile molto elevata, il comune non ebbe mai grandi crescite di popolazione.

### Lo sviluppo e l'indipendenza
Nel 1868 Pieve di Sori fu definitivamente raggiunta dalla ferrovia ligure, più precisamente dalla tratta tirrenica Ventimiglia - Roma, e dotata di una piccola stazione fabbricata in legno, situata nei pressi dell'attuale piazza della Libertà. Nel 1908 il paese ricevette anche il gas e qualche anno dopo l'unione con l'acquedotto genovese. Nel 1913 fu asfaltata la strada principale del comune, l'attuale via Roma, che però inizialmente venne denominata via Ammiraglio Giovanni Bettolo.
Il 1º settembre 1920, con un Decreto Reale il paese cambiò ufficialmente il nome nell'attuale "Pieve Ligure". Nel 1928 Pieve venne unita al paese limitrofo di Bogliasco, formando un unico comune dal nome Bogliasco Pieve.
Durante la seconda guerra mondiale il paese subì alcuni danni, minori rispetto ai limitrofi Bogliasco e Sori, più colpiti a causa della presenza di ponti; comunque la ritirata tedesca provocò l'abbattimento di molti edifici e l'isolamento della linea ferroviaria. Dopo la guerra Pieve migliorò notevolmente la sua condizione economica, grazie anche ai nuovi contatti con i paesi confinanti e ai nuovi lavori offerti da Genova.
Nel 1947, con la separazione da Bogliasco, Pieve divenne definitivamente una comunità autonoma.; le frazioni di Poggio Favaro e San Bernardo, già parte del comune di Pieve Ligure, rimasero parte del comune di Bogliasco.
Pieve Ligure ha fatto parte dal 1973 al 2009 della Comunità montana Fontanabuona. Dal 2014 al 2024 ha fatto parte dell'Unione dei comuni del Golfo Paradiso.

### Simboli
Stemma
Gonfalone
Lo stemma e il gonfalone sono stati concessi con il decreto del presidente della Repubblica del 24 febbraio 1956; lo stemma originale del Comune di Pieve Ligure è sormontato da una corona araldica e tripartito.

La corona, simbolo dei comuni e differente da quella della città di Genova, è formata da un cerchio d'argento aperto da quattro postierle, con due cordonate a muro sui margini, che sostiene una cinta aperta da sedici porte, ciascuna delle quali sormontata da una merlatura a coda di rondine. La presenza nello stemma del monogramma usato per indicare la Madonna nacque da una proposta dell'allora arciprete Antonio Durante che, ricordando il primo centenario della definizione dogmatica dell'Immacolata Concezione (1954), propose al sindaco Giuseppe Sommariva di inserire il simbolo mariano come tributo alla lunga devozione del paese alla Madonna. Le tre caravelle di Cristoforo Colombo potrebbero invece rifarsi a un'antica leggenda (documentata anche dallo storico settecentesco Filippo Casoni) che vorrebbe Susanna Fontanarossa, madre di Cristoforo Colombo, nativa proprio del territorio di Pieve di Sori. Più chiaro è infine il significato della torre sugli scogli, che ricorda la presenza nel comune di una delle tante torri liguri costruite nel XV e XVI secolo a difesa e segnalazione dai pirati, l'attuale castello Cirla.

## Monumenti e luoghi d'interesse

### Architetture religiose

#### Chiesa di San Michele Arcangelo

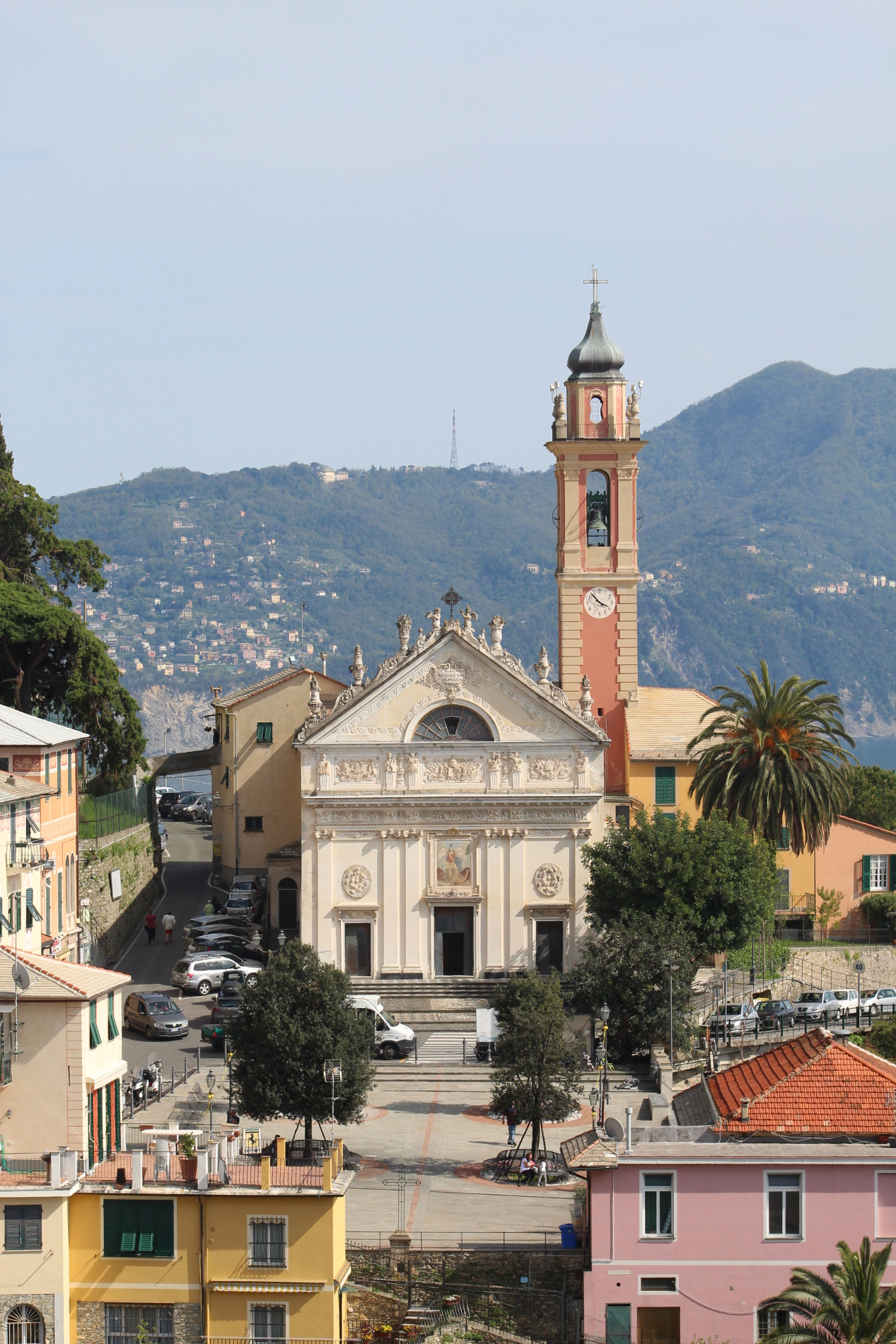
Veduta della Chiesa parrocchiale

La chiesa principale del comune di Pieve Ligure è la chiesa parrocchiale di San Michele Arcangelo, situata nel centro del paese davanti all'omonima piazza cittadina. L'edificio è una delle più antiche pievi liguri, la cui prima edificazione, demolita per far posto all'attuale canonica, è data forse risalente già al periodo romano e secondo lo stile dell'ordine dorico.
L'aspetto odierno dell'edificio religioso è frutto di una ricostruzione anteriore, forse del 1537, e di vari restauri: il primo avvenne nel XVII secolo (più precisamente nel 1619) e modificò la struttura secondo lo stile barocco, altri risalgono al 1810.
La chiesa, consacrata il 17 agosto 1749 dall'arcivescovo di Genova monsignor Giuseppe Maria Saporiti, conserva al suo interno un quadro del Battesimo di Cristo, datato sugli inizi del Quattrocento, un dipinto in facciata raffigurante san Michele, disegnato da Perin del Vaga, e altre scene, opera di Luigi Morgari.
In uno dei suoi sette altari è conservata l'unica urna contenente il sangue e le ossa del martire san Rodano, un legionario romano, appartenuto alla Legione Tebea, interamente composta da soldati cristiani e che, per questo, fu martirizzata. Le reliquie, provenienti dal cimitero di san Callisto e consacrate il 5 ottobre 1775 durante una solenne cerimonia nella chiesa pievese, furono donate al popolo pievese dal cardinale Marco Antonio Colonna, vicario di Papa Clemente XIII, per intercessione del Padre Gesuita Carlo Pinceti.
Inoltre è presente, murata in una parete della Sacrestia, un'urna cineraria romana decorata con motivi tipici dell'arte funeraria di quei secoli. Un'iscrizione, anticipata da una preghiera agli dei Mani, precede l'epitaffio di Servilia Restituta e fu fatta fare dal marito Aulo Servilio Filodoxo, entrambi probabilmente liberti. L'urna è databile fra la fine del I secolo e la metà del II secolo d.C..

#### Chiesa di Santa Croce

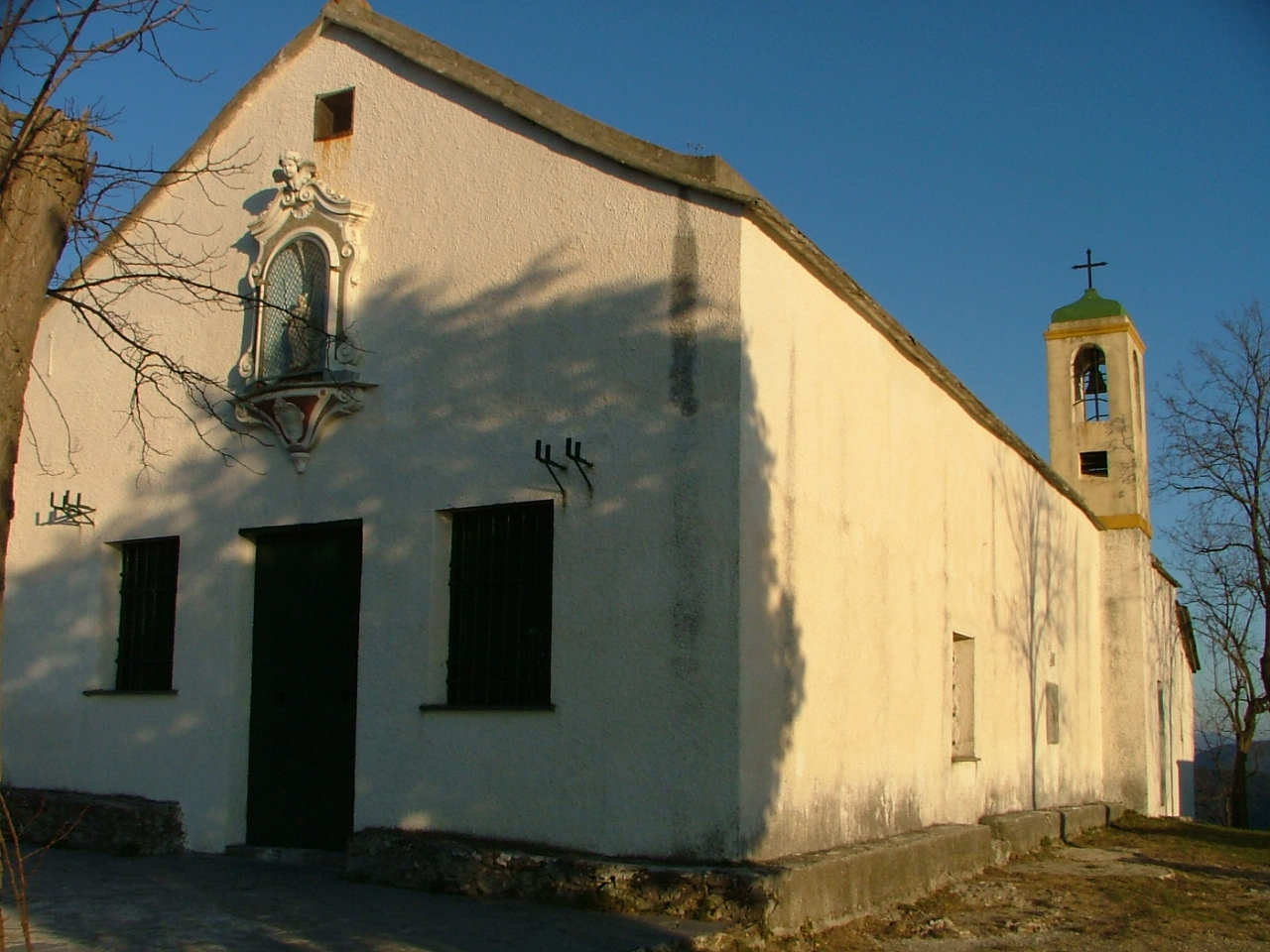
La chiesa di Santa Croce

Edificata sulla vetta dell'omonimo monte, a oltre 500 metri sul livello del mare, la chiesa di Santa Croce, prima della sua antica costruzione, era già presente tra il 1200 e il 1300 sotto forma di ospizio per i pellegrini, che percorrevano i sentieri montani in quanto più sicuri dei percorsi lungo costa, minacciati dai frequenti attacchi dei pirati. Si pensa dunque che la Chiesa sia stata edificata, adiacente al rifugio, in un periodo compreso tra il XIV e il XVI secolo.
Il primo documento a confermare l'esistenza dell'ospizio di Santa Croce fu uno scritto di tale Oberto di Val Columbaria, datato 1201, in cui l'uomo lasciava in dono un'offerta di venti soldi all'Opera della Croce de Podio perché procedesse nella costruzione di un ospizio per pellegrini sulla cima del monte pievese. Nel 1202 un altro documento annunciava che 200 tavole erano state radunate, tra offerte e donazioni, per la costruzione di tale struttura.
Risale invece al 1374 il primo documento che documenta la costruzione della chiesa, posta al fianco dell'ospizio: è un testamento notarile, redatto dal notaio Bartolomeo Gatto sotto la dettatura di Giovanni Bruno, il quale esprimeva il suo desiderio di lasciare un fiorino d'oro in dono alla chiesa di Santa Croce.
Il nome Santa Croce sembra derivi da una reliquia. Si dice infatti che una particella della Croce di Gesù fu lasciata nella chiesa da qualche pellegrino di ritorno dalla Terra santa. Ad affermare ciò, una ricerca storica fatta da don Peregallo, Arciprete della Pieve di Sori, nel 1748.

#### Oratorio di Sant'Antonio Abate

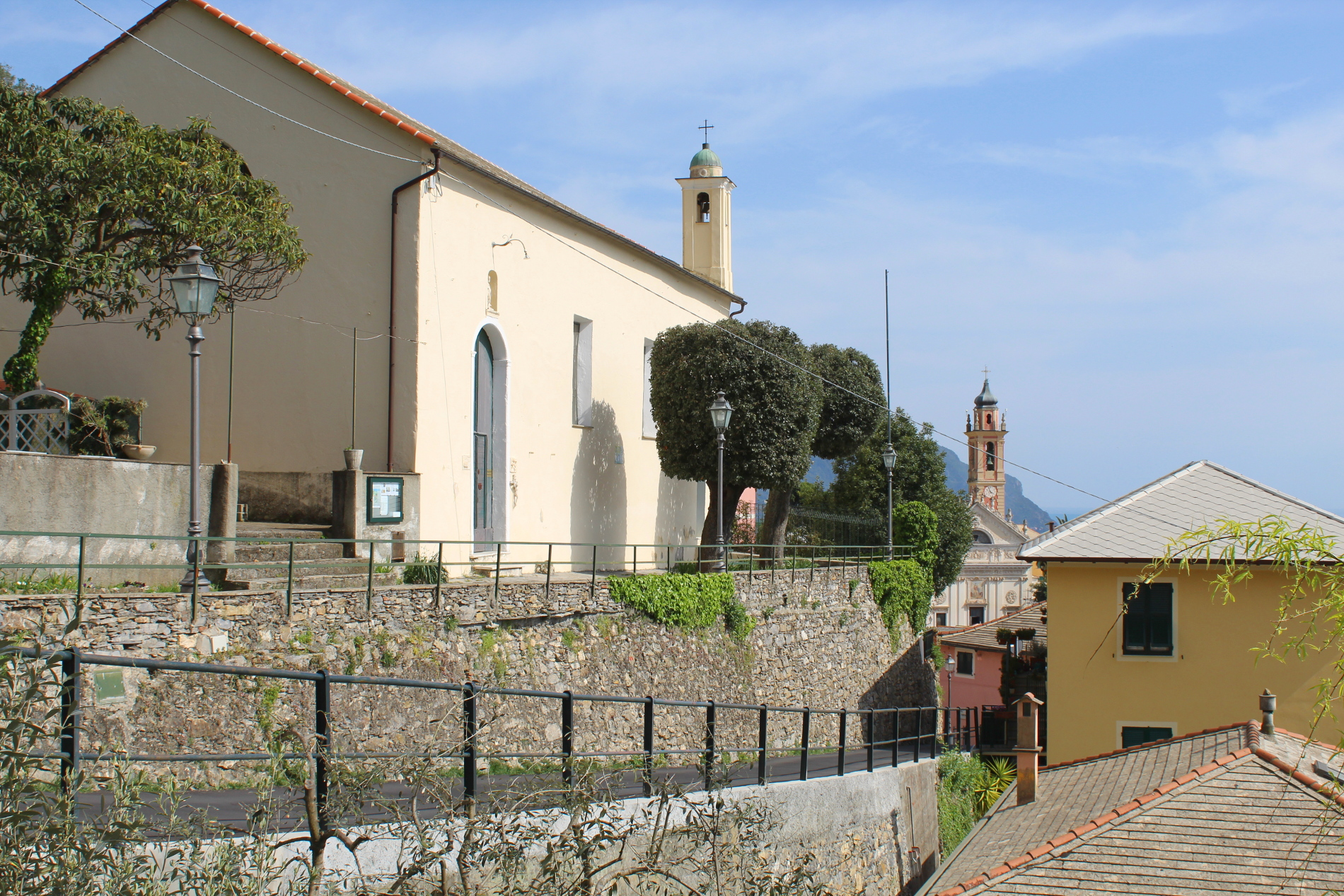
L'oratorio di Sant'Antonio abate con la Chiesa Parrocchiale in sfondo

L'oratorio di Sant'Antonio abate fu costruito a poche centinaia di metri dalla piazza principale e risale quasi certamente ai primi anni del Quattrocento, si dice al 1404. È costituito da un'unica navata con volta a botte, con il portone d'ingresso posto a sud e in posizione laterale, e un piccolo campanile, posto a est della struttura.
La più antica citazione che si conservi dell'oratorio risale comunque all'anno 1582, quando il delegato del papa monsignor Francesco Bossi fece visita alle chiese della diocesi genovese per accertare l'applicazione dei dettami del Concilio di Trento.
L'edificio accoglie al suo interno i tre Cristi cittadini, uno dei quali costruito in ebano e originario della scuola del Maragliano, oltre ad alcuni affreschi risalenti ai primissimi anni del Settecento e restaurati poi da un pittore locale negli anni settanta.
Tra i dipinti spicca un vasto trittico, datato 1520 e opera del pittore Pier Francesco Sacchi. In esso sono raffigurati sant'Antonio abate benedicente, circondato da san Giovanni Battista e san Benedetto e, sopra la porta d'ingresso, il Cristo morto tra la Vergine e l'Angelo che ne danno l'annunzio.
Pezzo pregiato è anche l'antico organo posto nel coro, datato Seicento, uno dei pochi esemplari ancora esistenti fatto in modo da essere movibile e trasportabile durante le processioni.

#### Cappella Rivarola
Lungo la strada statale 1 Via Aurelia, nel tratto tra Pieve Ligure e Bogliasco, è ubicata la settecentesca cappella Rivarola che già di appartenenza dell'omonima famiglia è attualmente di proprietà della locale Parrocchia di San Michele Arcangelo. La sua storia è coeva dell'attigua villa. Storicamente fu di proprietà di Luigia Gnecco (1906), acquistata nel 1918 da Federico Gallo che due anni dopo la vendette al cavalier Lazzaro Stagno. Nel 1925 divenne infine possedimento della famiglia Rivarola (dopo l'acquisto da parte di Domenico Rivarola) e per successione fino ad Antonietta Rivarola che nel 1992 donò la cappella all'ente religioso pievese con la condizione di mantenerne la denominazione della famiglia. Dopo la seconda guerra mondiale fu ufficialmente aperta al pubblico con celebrazioni nelle principali festività religiose. 

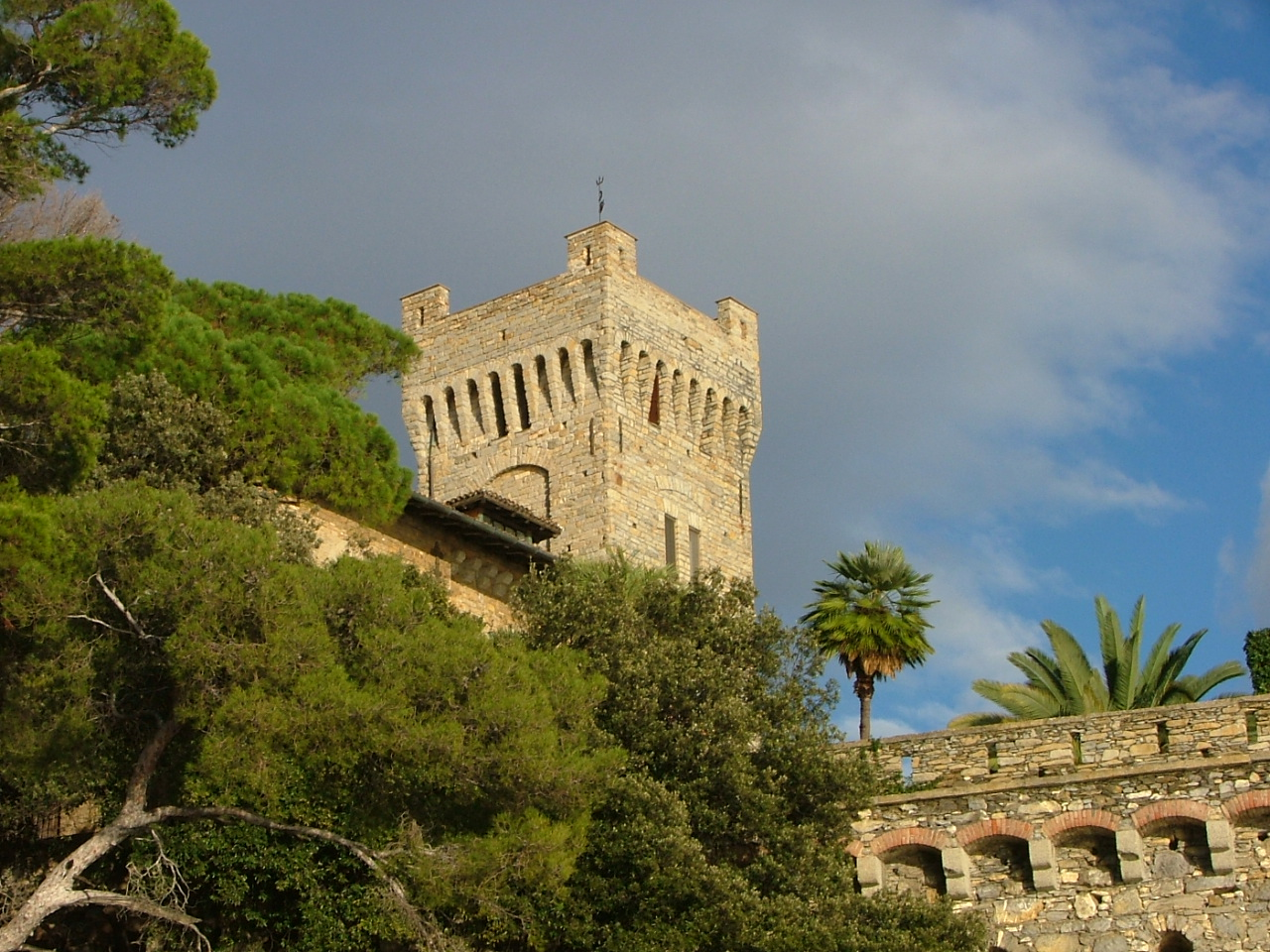
La torre del castello Cirla

### Architetture militari
Nel territorio pievese è presente un antico castello, il castello Cirla allo scalo Torre. Tale costruzione in origine era una torre saracena, edificata per combattere le incursioni dei pirati. Essa venne in buona parte demolita nel 1909 per diventare quella che è oggi l'attuale residenza privata.
È considerata una delle 50 bellezze del Golfo Paradiso, grazie anche al suo ottimo stato di conservazione.

### Scali

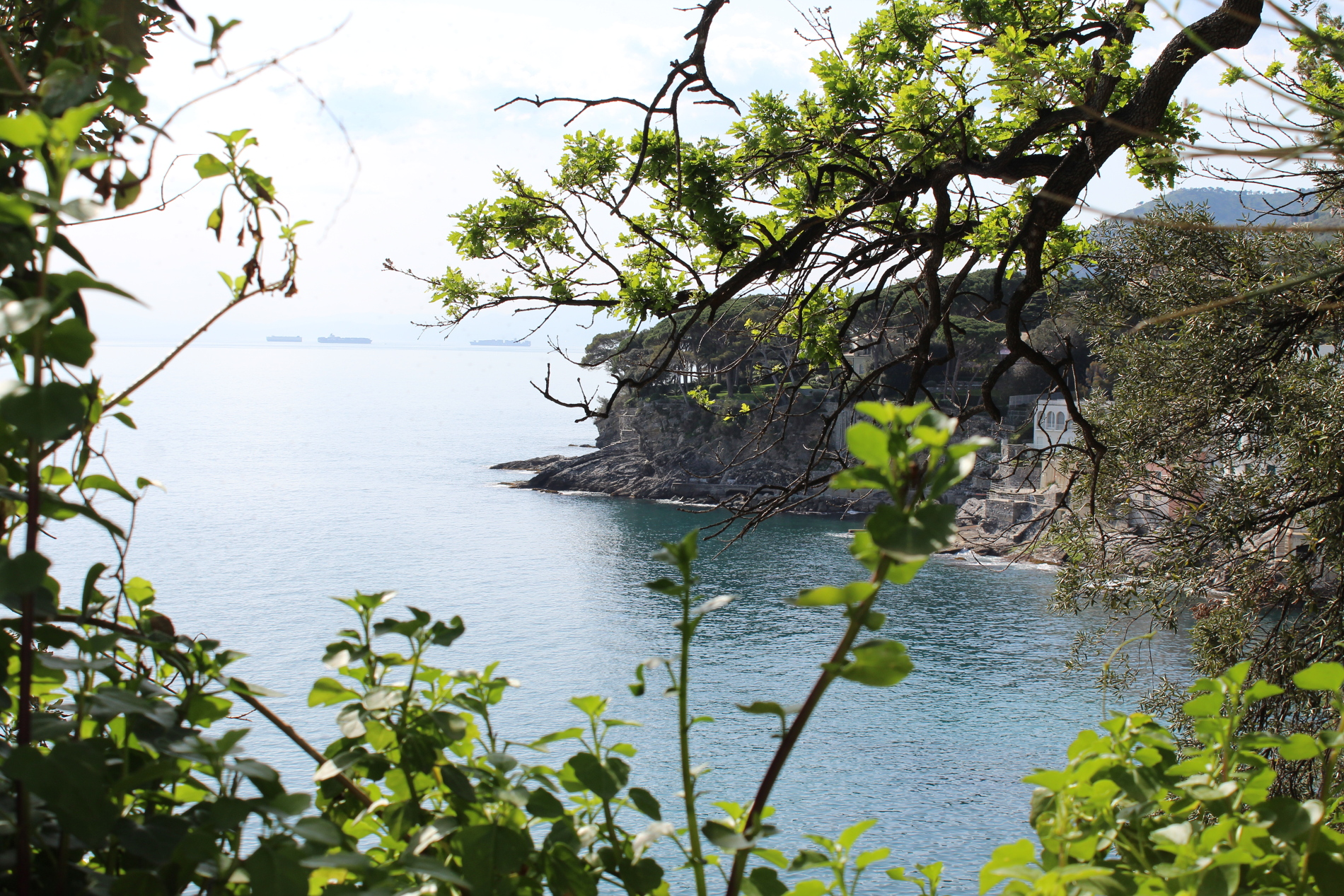
Uno scorcio dello scalo Chiappa

Pieve Ligure, essendo un paese direttamente a picco sul mare, ebbe la necessità di edificare alcuni scali per l'attracco di piccole imbarcazioni, permettendo così la pesca e la balneazione. Costruiti dagli antichi pescatori, essi sono tutt'oggi visitati e utilizzati, durante i mesi estivi, da centinaia di turisti e genovesi, attratti dalla tranquillità del posto e dalla pulizia delle acque.
I più importanti e visitati sono lo scalo Torre, il più facile da raggiungere essendo adiacente alla stazione del paese, lo scalo Demola, lo scalo Chiappa e lo scalo Fontanino, tutti raggiungibili attraverso fermate dei mezzi pubblici.
Questi scali sono stati più volte teatro di manifestazioni teatrali e musicali (ogni anno è organizzato il Festival del Mare e l'Art Festival degli Scali A Mare) e, talvolta, di gare amatoriali di nuoto e pesca. Lo scalo Torre inoltre ha ospitato il 25 maggio 2001 un'unica edizione di un'importante gara di trial, denominata Trial sul Mare, che vide la partecipazione di campioni quali l'inglese Steve Colley e lo spagnolo Marcel Justribo. Nel 2002 presso lo scalo Torre si è tenuta invece la prima prova del campionato italiano trial indoor.

### Aree naturali
Nel territorio comunale di Pieve Ligure è presente e preservato un sito di interesse comunitario, proposto dalla rete Natura 2000 della Liguria, per il suo particolare interesse naturale e geologico. Il sito è collocato tra i fondali dei comuni di Bogliasco, Pieve Ligure e Sori, e la delegazione genovese di Nervi, dove è segnalato un particolare habitat formato da praterie di posidonia oceanica e formazioni coralline. Tra le specie animali sono presenti i pesci: Centrolabrus melanocercus, Gobius cruentatus, Gobius geniporus, Gobius luteus, Hippocampus hippocampus, Hippocampus ranulosus, Labrus viridis, Symphodus cinereus, Symphodus doderleini, Symphodus mediterraneus, Symphodus ocellatus, Symphodus rostratus e Symphodus tinca.

## Società

### Evoluzione demografica
Abitanti censiti

### Etnie e minoranze straniere
Secondo i dati Istat al 31 dicembre 2022, i cittadini stranieri residenti a Pieve Ligure sono 81.

### Raccolta differenziata
Dal febbraio 2012 ha adottato un sistema di raccolta differenziata porta a porta e in parte di prossimità, condiviso con i vicini comuni di Sori e Bogliasco.
Il Comune è stato premiato da Legambiente come "Comune Riciclone 2017". Pieve Ligure si attesta inoltre al 22º posto di questa classifica regionale, con una percentuale di raccolta differenziata che nel 2017 ha raggiunto il 72,88%. Pieve è classificato come terzo Comune della Città Metropolitana di Genova, 1° nel Golfo Paradiso.

## Cultura

### Tradizioni e folclore

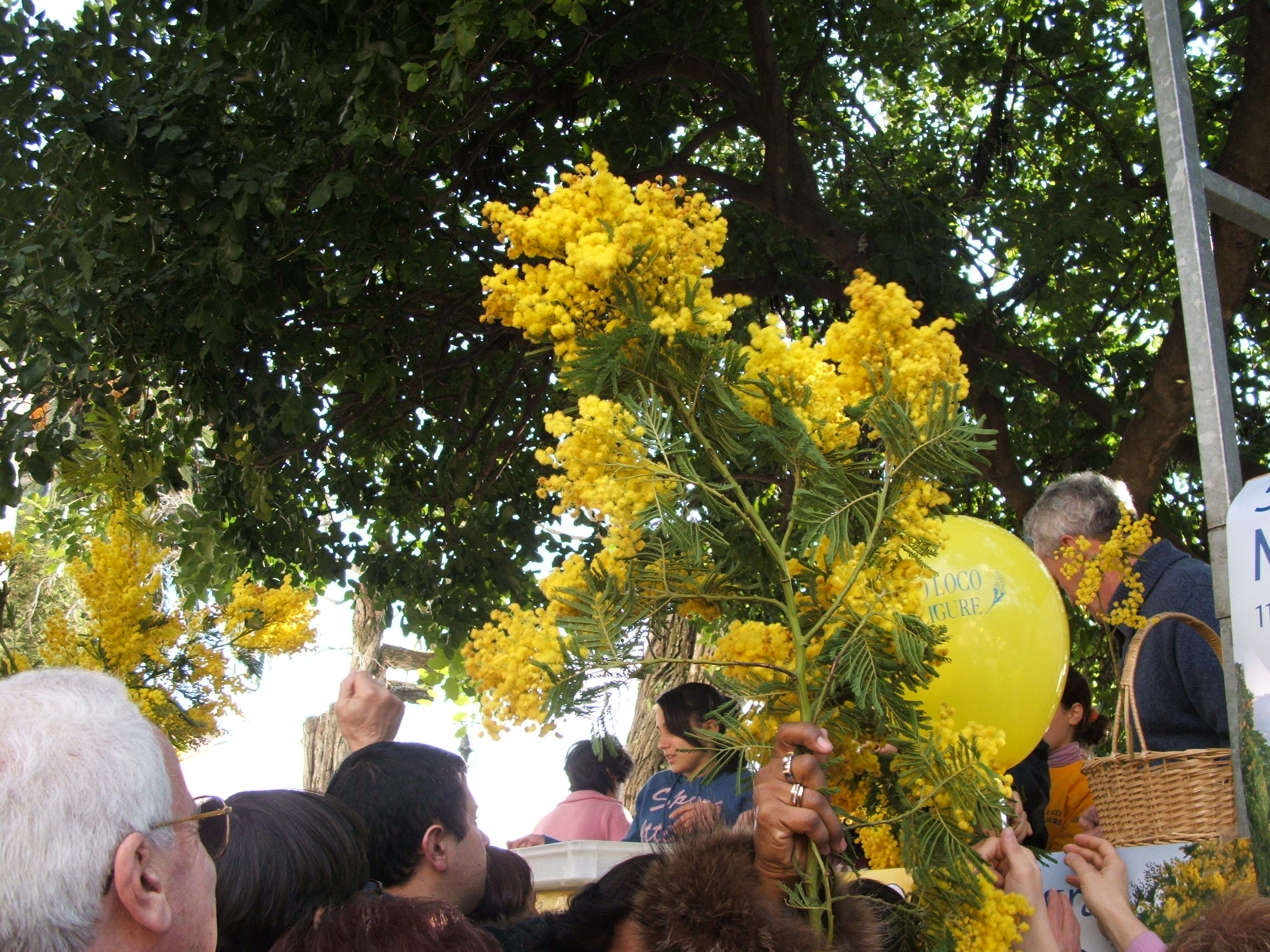
Distribuzione di mimosa in piazza San Michele alla festa del 2007

La festività più celebre e affermata del comune pievese è la Festa della mimosa che, ogni secondo fine settimana di febbraio, attira numerosi turisti, incuriositi sia dalla sfilata di carri allegorici lungo la via Roma, che competono poi in una gara di bellezza in piazza San Michele, sia dalle manifestazioni e dai banchetti presenti nella piazza comunale. Quella del 2017 è stata la sessantesima edizione della sagra.

### Biblioteche
La biblioteca civica comunale è nata nel 1981. Inizialmente situata nella struttura della Scuola Media pievese, dall'anno 2000 trova sede nella parte bassa del Comune, in locali un tempo adibiti a casello ferroviario (da cui il nome "Il treno di carta"). La biblioteca aderisce al Sistema Bibliotecario Provinciale dal 1999. Il patrimonio librario consiste di oltre 4000 volumi, soprattutto riguardanti il territorio ligure e la narrativa.

### Curiosità letterarie
Il romanzo Nenè (1976) di Cesare Lanza, è ambientato a Pieve Ligure. L'omonimo film Nenè (1977), tratto dal romanzo di Lanza, diretto da Salvatore Samperi ed interpretato da Leonora Fani e Tino Schirinzi, non possiede invece scene girate nel comune pievese.

## Geografia antropica
Il territorio comunale è costituito dagli agglomerati di Pieve Alta e Pieve Bassa per un totale di 3,56 km2.
Confina a nord ed ovest con il comune di Bogliasco, a sud è bagnato dal mar Ligure, e a est con Sori.

## Economia

### Agricoltura
La produzione olearia è rilevante per l'economia pievese fino al XIX secolo, tanto che il Comune fa ancora oggi parte dell'Associazione nazionale città dell'olio. In passato inoltre, la vicinanza tra il mare e le aree boschive permetteva la raccolta e vendita del legname per i piccoli cantieri navali.
Al giorno d'oggi prevalgono ancora il settore agricolo e la floricoltura, garantiti dal clima mite della regione e dai terrazzamenti del territorio in pendenza; è frequente l'uso di serre, che si è sviluppato dopo un periodo di sperimentazione. L'orchidea rimane il fiore più diffuso, ma è di grande importanza anche la produzione di mimosa.

### Turismo
Grazie agli scenari dovuti alla sua particolare posizione, ai sentieri e alle scogliere balneabili, Pieve attira sempre più turisti, soprattutto dal vicino capoluogo ma anche dalle regioni vicine. Nel territorio pievese sono presenti molti itinerari consigliati capaci di attrarre visitatori interessati agli scorci caratteristici del borgo ligure. Il più conosciuto e panoramico è il sentiero che conduce alla vetta del Monte Santa Croce, il quale si snoda dalla piazza cittadina per poi giungere, con una durata di circa 40 minuti, sino alla cima del monte che sovrasta il paese.
Questo sentiero, detto "dei Misteri". è un antico percorso legato al culto mariano. Nell'ultimo tratto è scandito a intervalli regolari da 4 piccole edicole in muratura con una croce rossa al centro, dette appunto "Misteri". Fino a poco tempo fa, in occasione di alcuni eventi religiosi, la popolazione di Pieve lo precorreva in processione recitando il Rosario, fermandosi a ogni edicola per declinare un Mistero, il quinto si recitava dalla chiesetta che sorge sulla vetta. Da qui si ha la possibilità di godere di un magnifico panorama, che spazia sull'intero Golfo Paradiso, dal promontorio di Portofino alle alture savonesi a Capo Mele.

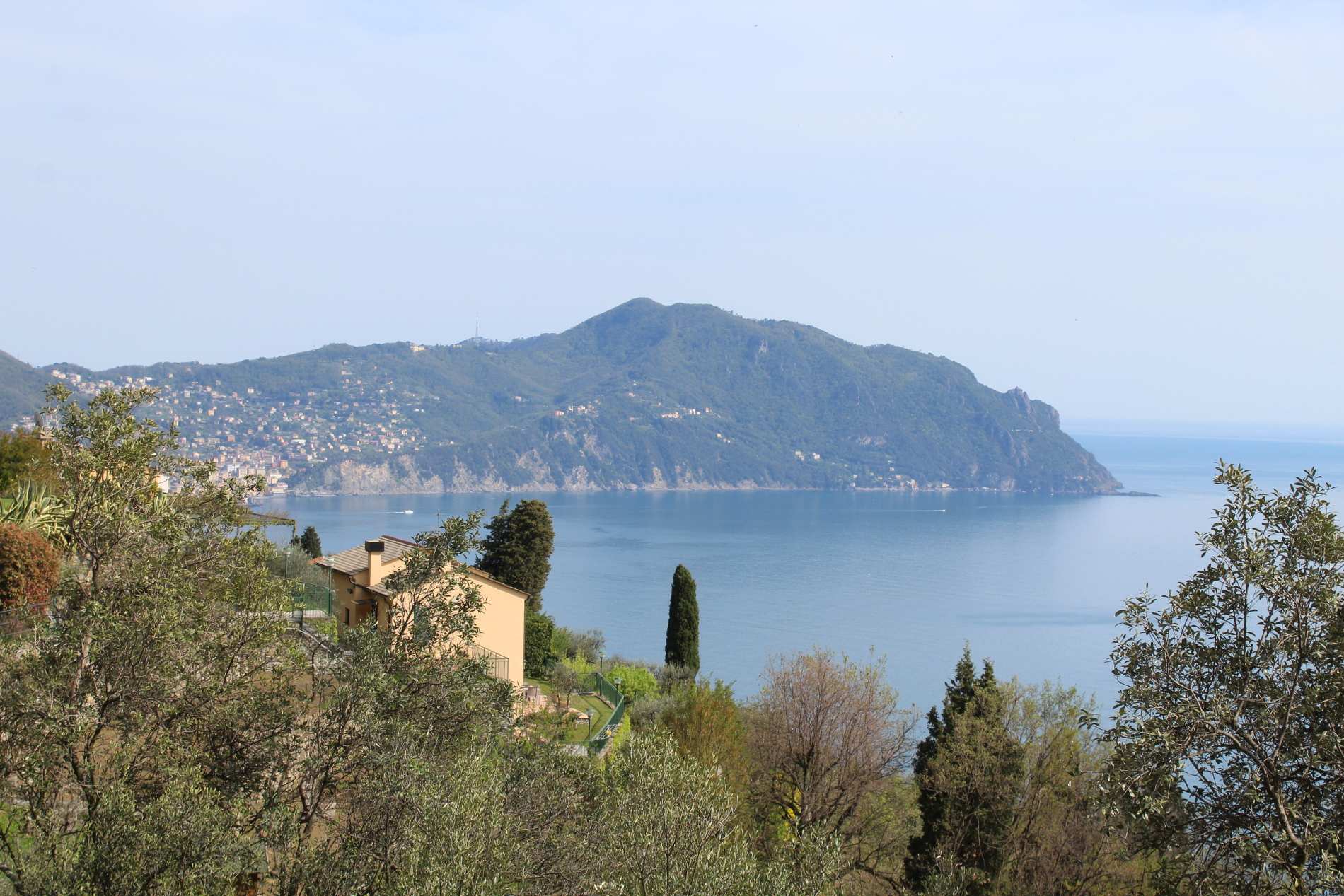
Camogli, Punta Chiappa e il promontorio di Portofino visti da un sentiero di Pieve Ligure.

Giunti alla fine del sentiero si possono percorrere anche camminamenti alternativi di durata inferiore che scendono lungo il lato opposto del monte: il primo di questi riconduce alla piazza del paese, seguendo un percorso in discesa che gode di un ampio panorama sul ponente genovese, mentre il secondo dà la possibilità di collegarsi ad altri sentieri che conducono o ai paesi vicini di San Bernardo e quindi Bogliasco, oppure di raggiungere l'elevato monte Fasce. Entrambi i sentieri attraversano la boscaglia e il sottobosco pievese, dominato da secolari piante, splendidi arbusti e profumati fiori.
Un altro itinerario pievese, della durata di circa 1 ora e mezza, conduce da piazza San Michele alla frazione sorese di Teriasca. Anche questo percorso è molto suggestivo grazie alla fitta boscaglia e alla presenza dei ruderi di vecchie abitazioni, utilizzate dai contadini negli anni passati.
Di rilievo sono anche i sentieri che conducono alla parte più a levante del paese, seguendo la denominata via Chiossa, e quelli che portano verso ponente, in particolare quello che è la continuazione dell'antica via San Bernardo.
Di notevole interesse è anche il percorso seguito dall'antichissima via alla Chiesa, che inizia il suo itinerario dalla parte inferiore del paese, quella confinante con Bogliasco, per giungere, con un percorso tra le antiche case pievesi, al piazzale di Pieve Alta.

## Infrastrutture e trasporti

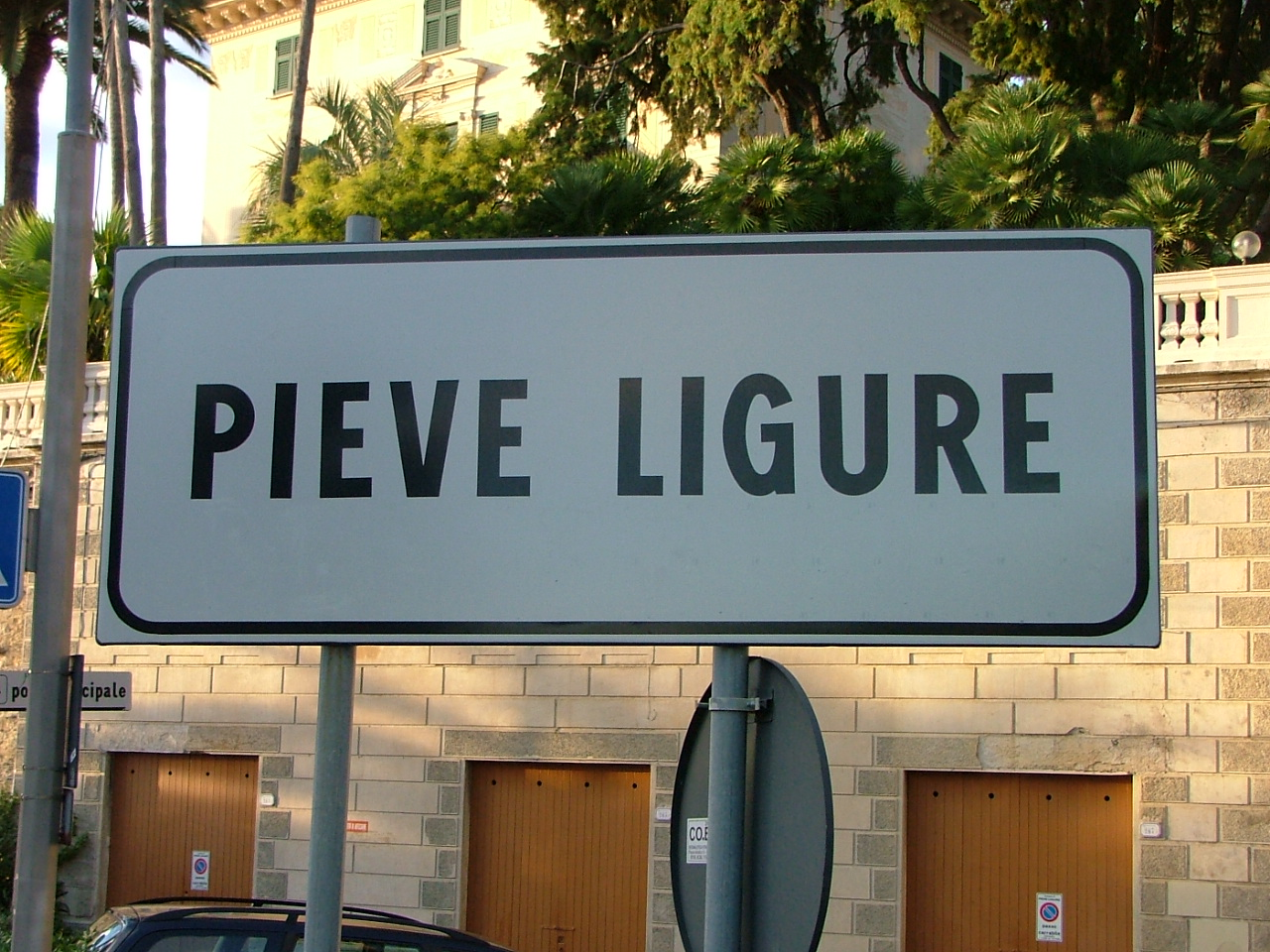
Cartello di ingresso a Pieve Ligure provenendo da Sori

### Strade
Il territorio di Pieve Ligure è attraversato principalmente dalla strada statale 1 Via Aurelia.
La strada principale per raggiungere Pieve Alta è la via Roma (strada provinciale 29 di Pieve Ligure Alta) lunga 2,5 km e inaugurata nel 1913. La via, asfaltata per la prima volta negli anni sessanta, termina in piazza San Michele.

### Ferrovie

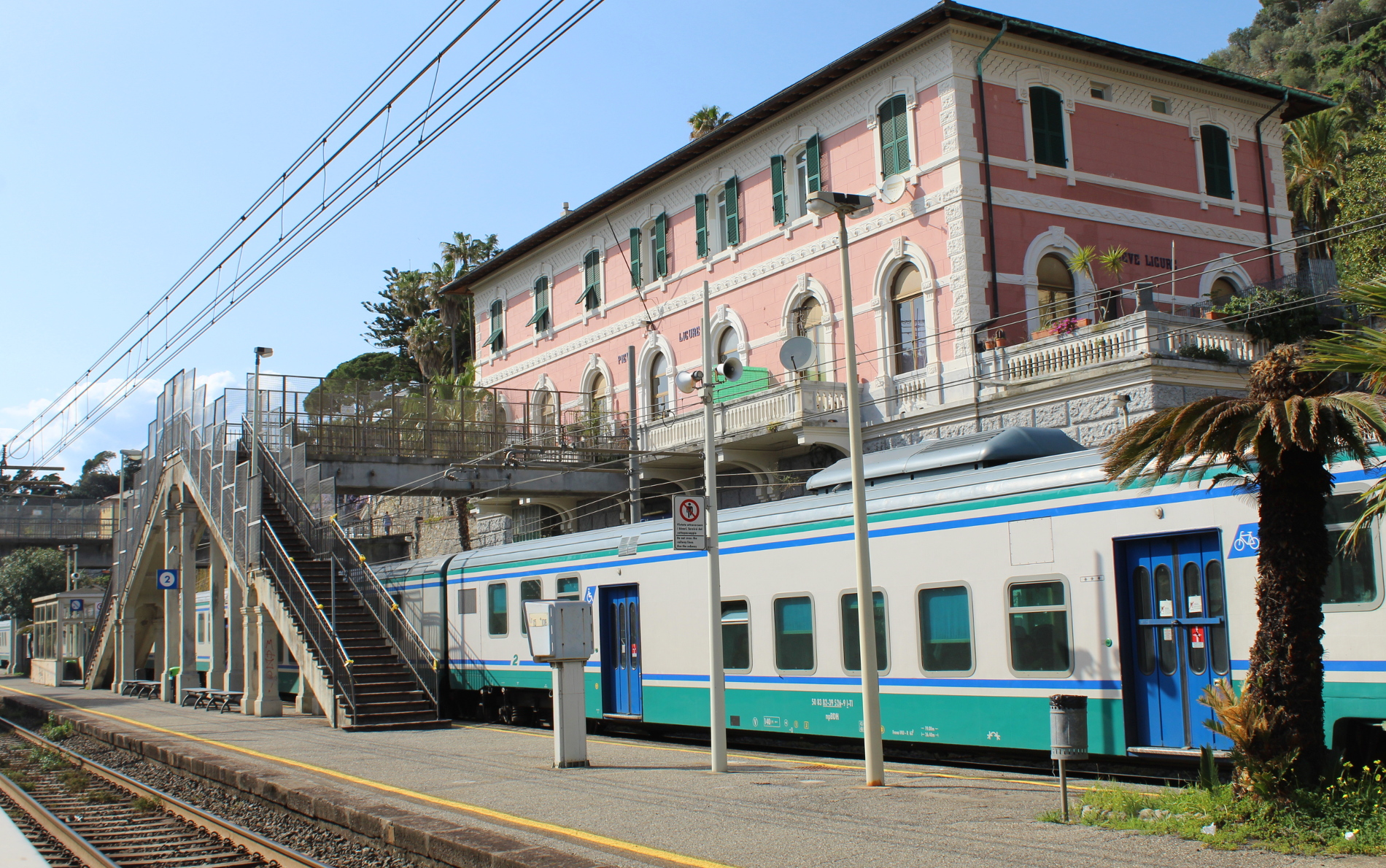
La stazione ferroviaria di Pieve Ligure

Pieve Ligure fu per la prima volta raggiunta dalla ferrovia nel 1868 attraverso una linea unica. Nel 1917 iniziarono i lavori di raddoppio del tratto ferroviario, che furono ultimati nel 1921, e nel 1925 la linea era già elettrificata. Nel 1929 fu demolita la primitiva stazione in legno con la costruzione, in una zona più decentrata rispetto al nucleo abitativo principale, di un edificio più moderno e in muratura, affiancato da un ampio piazzale per lo scalo merci.
Dal 1948 in poi, con l'avvento della linea elettrica a corrente continua, il traffico ebbe una progressiva ascesa, creando i primi esempi del fenomeno del pendolarismo. Inoltre la struttura crebbe d'importanza essendo una delle poche stazioni dotate di officina per locomotori e vagoni guasti.
Il 14 novembre 2005 la stazione venne declassata al rango di fermata a seguito della rimozione di 2 dei 4 binari di percorrenza.

### Mobilità urbana
Pieve Ligure fa parte del bacino territoriale ST-Golfo Paradiso dell'AMT, ed è così collegata ai comuni limitrofi di Bogliasco e Sori, a Genova e a Recco.
Nel 2003, Pieve Ligure fu coinvolta nel progetto di ampliamento della metropolitana di Genova, che prevedeva un proseguimento della linea da piazza Terralba, in città, al comune rivierasco. Nel 2006, il presidente della Regione Liguria Claudio Burlando affermò che i lavori per la galleria sarebbero partiti entro una decina di anni, ma nel 2007 il piano si interruppe per problemi logistici e mancanza di fondi. L'anno seguente l'associazione Metrogenova presentò un nuovo progetto, con scarse possibilità di realizzazione per motivi economici.

## Amministrazione
| Periodo         | Periodo         | Primo cittadino    | Partito                                           | Carica          | Note   |
| --------------- | --------------- | ------------------ | ------------------------------------------------- | --------------- | ------ |
| 6 luglio 1947   | 24 gennaio 1948 | Giuseppe Pizzocaro |                                                   | Sindaco         | [ 74 ] |
| 24 gennaio 1948 | 3 giugno 1951   | Giuseppe Montobbio |                                                   | Sindaco vicario |        |
| 3 giugno 1951   | 15 ottobre 1951 | Remo Chiarenzi     |                                                   | Sindaco         | [ 75 ] |
| 15 ottobre 1951 | 3 giugno 1956   | Giuseppe Sommariva |                                                   | Sindaco vicario |        |
| 3 giugno 1956   | 1º giugno 1965  | Angelo De Camillis |                                                   | Sindaco         | [ 74 ] |
| 1º giugno 1965  | 5 luglio 1970   | Paolo Satta        |                                                   | Sindaco vicario |        |
| 5 luglio 1970   | 15 aprile 1971  | Bruno Lanza        |                                                   | Sindaco         | [ 74 ] |
| 15 aprile 1971  | 4 luglio 1975   | Pietro Stagno      |                                                   | Sindaco vicario |        |
| 4 luglio 1975   | 24 giugno 1980  | Mario Pareto       |                                                   | Sindaco         |        |
| 24 giugno 1980  | 28 ottobre 1983 | Augusto Maestri    |                                                   | Sindaco         | [ 74 ] |
| 28 ottobre 1983 | 1º luglio 1988  | Gian Marco Rossi   |                                                   | Sindaco         | [ 74 ] |
| 1º luglio 1988  | 11 giugno 1990  | Marco Sitia        | DC                                                | Sindaco vicario |        |
| 11 luglio 1990  | 24 aprile 1995  | Felice Migone      | DC                                                | Sindaco         |        |
| 5 maggio 1995   | 14 giugno 1999  | Felice Migone      | lista civica di centro                            | Sindaco         |        |
| 14 giugno 1999  | 14 giugno 2004  | Felice Migone      | lista civica                                      | Sindaco         |        |
| 14 giugno 2004  | 4 marzo 2006    | Walter Bozzi       | lista civica                                      | Sindaco         | [ 75 ] |
| 4 marzo 2006    | 28 maggio 2007  | Adolfo Olcese      |                                                   | Vicesindaco     | [ 76 ] |
| 28 maggio 2007  | 7 maggio 2012   | Adolfo Olcese      | Per Pieve (lista civica di centro-destra)         | Sindaco         |        |
| 7 maggio 2012   | 12 giugno 2017  | Adolfo Olcese      | Per Pieve (lista civica di centro-destra)         | Sindaco         | [ 77 ] |
| 12 giugno 2017  | 13 giugno 2022  | Adolfo Olcese      | Per Pieve (lista civica di centro-destra)         | Sindaco         | [ 78 ] |
| 13 giugno 2022  | in carica       | Paola Negro        | Pieve nel cuore (lista civica di centro-sinistra) | Sindaco         |        |

## Sport

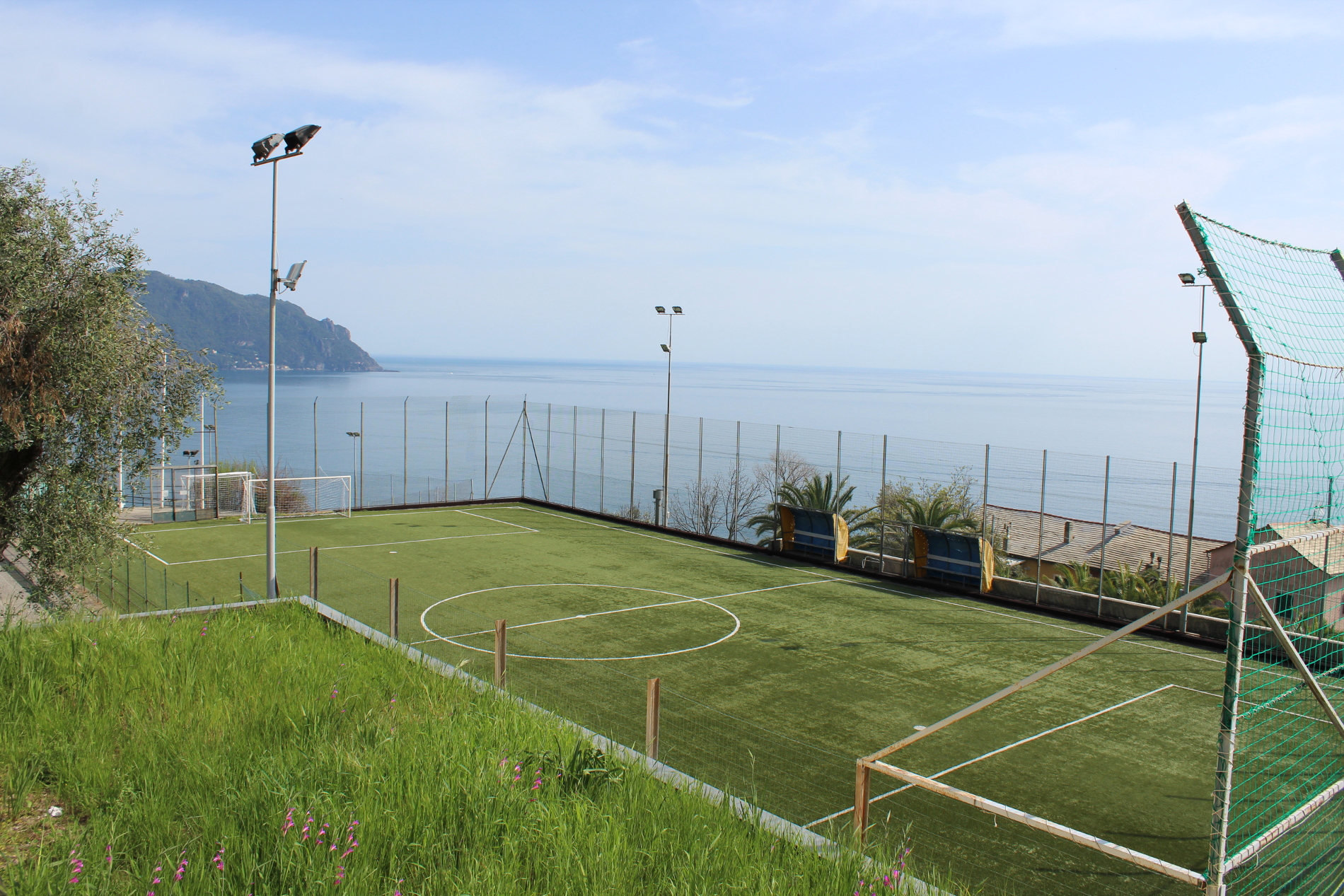
Il campo sportivo in località La Castella

La Polisports Pieve Ligure, nata nel 1969 come società di pallanuoto, ha offerto per oltre quaranta anni corsi di varie discipline sportive, fornendo ai cittadini la possibilità di praticare sport come calcio, calcio a 5, tennis, e Ju-Jitsu. Dal 2010 la società prosegue la sola attività calcistica sotto la nuova denominazione di A.S.D. Pieve Ligure, militante nel campionato di Prima Categoria.
Dal settembre 2015 la A.T.S. Pieve Ligure raccoglie al suo interno le tre società sportive del Comune: la A.S.D. I.P.A. "Insieme Per Amicizia", la A.S.D. MoviMente, e la già citata ASD Pieve Ligure.
Da alcuni anni la Pro Loco comunale oraganizza inoltre una corsa urbana di circa 11 km lungo le creuze e le strade cittadine. Questa competizione di urban trail è denominata Corsa In Giallo.

### Impianti sportivi
Gli impianti sportivi comunali sono denominati "La Castella" e sono situati nell'omonima località comunale, a circa 200 metri dal centro del paese. Si compongono di un campo da calcio a sette in erba sintetica di nuova generazione, di due campi da tennis e di una palestra con relativi spogliatoi.
La struttura è data in gestione all'associazione sportiva A.T.S. Pieve Ligure.